# Lodewijk Willem Ernst Rauwenhoff

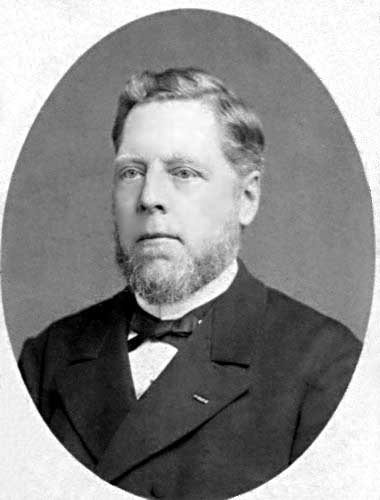
Lodewijk Willem Ernst Rauwenhoff

Lodewijk Willem Ernst Rauwenhoff (* 27. Juli 1828 in Amsterdam; † 26. Januar 1889 in Meran) war ein niederländischer reformierter Theologe und Kirchenhistoriker.

## Leben
Der zweite Sohn des Kaufmanns Jan Hendrik Rauwenhoff (* 11. Juni 1799 in Amsterdam; † 11. September 1833 ebenda) und der Kunstmalerin Anna van Heurn (* 21. Juni 1798 in ’s-Hertogenbosch; † 7. September 1875 in Tongeren) verlor seinen Vater sehr jung. Seine Mutter zog daher nach Haarlem, wo er die meiste Zeit seiner Jugend verbrachte und die dortigen Schulen und das Gymnasium besuchte. Seine Mutter verheiratete sich am 23. Januar 1845 in Haarlem mit Frederic Charles Clemens le Chevalier (* 22. Oktober 1800 in Kopenhagen; † 30. Januar 1881 in Amsterdam). Daher kehrte er nach Amsterdam zurück, wo er 1846 das Athenaeum Illustre Amsterdam bezog. Hier hatten zunächst auf seine weitere Bildung Hugo Beijerman (1791–1870), Johannes Bosscha (1797–1874) und vor allem Pieter Johannes Veth (1814–1895) großen Einfluss.
Da es seine Absicht war, theologische Studien zu absolvieren, besuchte er dort das Priesterseminar, wobei Abraham des Amorie van der Hoeven (1798–1855), Ferdinand Jacob Domela Nieuwenhuis (1808–1869) und besonders Willem Moll (1812–1879) seine Ausbildung voranbrachten. Im Mai 1850 legte er sein Kandidatenexamen der Theologie ab. Im September 1850 nahm er das Studium der Theologie an der Universität Leiden auf. Unter Johannes Henricus Scholten promovierte er am 12. März 1852 mit der Abhandlung Disposito de loco Paulino, qui est de διkαιώσει zum Doktor der Theologie. Kurz darauf legte er sein Pfarramtsexamen ab und wurde am 1. September als Pfarrer nach Mijdrecht berufen.
Dieses Amt übernahm er am 10. September 1852 mit der Antrittspredigt über das Evangelium nach Johannes (Kapitel 13: Vers 34,35). Seine Mijdrechter Phase war überschattet vom Tod seiner ständig kränklichen ersten Frau. Am 5. November 1855 berief man ihn als Pfarrer nach Dordrecht. Diese Aufgabe übernahm er am 4. Mai 1856 mit einer Lehrrede über den 2. Brief des Paulus an die Korinther (Kapitel 4: Vers 13). In jene Zeit fallen einige Publikationen, welche ihm in den theologischen Fachkreisen einige Anerkennung einbrachten. Am 11. März 1859 erhielt er schließlich eine Berufung als Pfarrer nach Leiden. Um sich wissenschaftlich zu entwickeln, nahm er die Berufung an und trat das ihm übertragene Amt am 7. August desselben Jahres mit einer Lehrrede über das Evangelium nach Matthäus (Kapitel 12: Vers 33) an.
Am 22. Juni 1860 berief man Rauwenhoff nach königlichem Beschluss zum außerordentlichen Professor der Theologie an die Leidener Akademie, mit dem Lehrauftrag für Kirchen und Dogmengeschichte, Enzyklopädie und Theologie. Zudem wurde er Universitätsprediger und übernahm das ihm übertragene Amt am 21. September 1860 mit der Einführungsrede Christendom en Menschheid. Am 2. November 1865 wurde er nach königlichem Beschluss ordentlicher Professor der Theologie. Er beteiligte sich in dieser Eigenschaft 1871/72 als Rektor der Alma Mater auch an den organisatorischen Aufgaben der Hochschule. Dieses Amt legte er mit der Rede De verhouding van de hoogeschool tot de Maatschappij nieder.
Als Vertreter der modernen Theologie beteiligte er sich an den verschiedenen Synoden der niederländischen reformierten Kirche seiner Zeit, wurde am 5. September 1859 Mitglied und 1875 Vorsitzender der niederländischen Gustav-Adolf-Vereinigung. Zahlreiche Beiträge lieferte er in der Theologisch Tijdschrift und anderen theologischen Zeitschriften und Journalen seiner Zeit. 1875 wurde er Ritter des Ordens vom niederländischen Löwen. Am 29. Mai 1881 erhielt er einen neuen Lehrauftrag für die Philosophie der Theologie. Im zunehmenden Alter nahmen seine gesundheitlichen Probleme immer mehr zu. Nachdem er im Frühjahr 1887 ein Nervenleiden überwunden hatte, litt er im Laufe des Folgejahres an ständigem Husten. Dem Rat seines Arztes folgend begab er sich zur Luftveränderung mit seiner Frau und zwei Kindern nach Meran. Hier stellte man eine Lungenentzündung fest, an der er schließlich verstarb. Sein Leichnam wurde in die Niederlande gebracht, wo er am 4. Februar im Familiengrab Tongeren bei Epe beigesetzt wurde.

## Familie
Rauwenhoff war zwei Mal verheiratet. Seine erste Ehe schloss er am 7. Oktober 1852 in Amsterdam mit Maria des Amorie van der Hoeven (* 12. September 1827 in Amsterdam; † 19. August 1854 in Mijdrecht), der Tochter des Pfarrers Abraham des Amorie van der Hoeven (* 22. Februar 1798 in Rotterdam; † 29. Juli 1855 in Arnhem) und der Agatha Stuart (* 31. Juli 1795 Amsterdam; † 31. Juli 1835 in Overveen). Seine zweite Ehe ging er am 10. Dezember 1861 in Zwollekerspel mit Francina Felicia Tobias (* 3. September 1830 in Zwolle; † 22. Januar 1918 in Epe), der Tochter Willem Tobias  (* 8. Oktober 1788 in Zwolle; † 1. September 1867 in Zwollerkerspel) und der Johanna Cornelia Metelerkamp (* 8. Dezember 1789 in Zwolle; † 16. April 1867 in Zwolle), ein. Aus der zweiten Ehe stammten vier Kinder. Von diesen kennt man:
- Anna Rauwenhoff  (* 22. November 1862 in Leiden; † 8. Oktober 1939 in Tongeren), verh. 3. August 1882 in Leiden mit dem Professor der Rechte Willem van der Vlugt (* 12. März 1853 in Haarlem; † 5. November 1928 in Tongeren)
- Willem Rauwenhoff (* 7. Januar 1864 in Leiden; † 23. Januar 1938 in Apeldoorn), verh. 3. Mai 1888 in Den Haag mit Ferdinanda Cornelia Hinlopen (* 7. Februar 1864 in Roermond; † 27. Mai 1922 in Utrecht)
- Jan Hendrik Charles Rauwenhoff (* 20. Februar 1866 in Leiden; † 7. Januar 1950 in West Raven-Epe), verh. 3. Oktober 1895 in Zutphen mit Johanna Jacoba Edzardiena Cornelia Gelderman (* 19. Juli 1868 in Zuidhorn; † 13. Mai 1905 West Raven-Epe)
- Johanna Cornelia Rauwenhoff (* 22. November 1869 in Leiden; † 29. August 1951 in Tongeren), verh. 21. Juni 1895 in Epe mit Baron Louis Christiaan van der Feltz (* 10. Januar 1869 in Bolsward; † 5. Februar 1956 in Haarlem)

## Werke (Auswahl)
- Disquisitio de loco Paulino, qui est de δικαιώσει. Leiden 1852 (Online)
- Geloof. Open brief aan Dr. S. Hoekstra Bz.. Dordrecht 1857
- De zelfstandigheid van den Christen, in beschouwingen over Openbaring, de erkenning der waarheid van het Evangelie en de Waarheid eene verborgenheid, voor de gemeente ontwikkeld. Dordrecht 1857
- Christendom en Menschheid. Beantwoording der vraag: Welk moet het leidend beginsel zijn bij de verklaring van de geschiedenis der Christ. Kerk? Redevoering ..... den 21sten Sept. 1860 uitgesproken. Leiden 1860
- Christendom en Menschheid. Leiden 1860
- Heroën in de Geschiedenis. Leiden 1862
- De faculteit der godgeleerdheid aan de Nederlandsche hoogescholen. Leiden 1865
- Geschiedenis van het Protestantisme. Haarlem 1865–1871, 3. Bde.; 1. Bd. (Online), 2. Bd. (Online), 2. Aufl. 1874
- Katholicisme en Ultramontanisme. Leiden 1869
- De actualiteitspolitiek van de synode der Nederlandsch Hervormde kerk in 1870. Leiden 1870
- De verhouding van de hoogeschool tot de Maatschappij. Leiden 1872
- Het oude en het nieuwe geloof. D.F. Strauss beantwoord. Leiden 1873
- D. Fr. Strauss' Alter und neuer Glaube und seine literarischen Ergebnisse. Leipzig & Leiden 1873, (gemeinsam mit Friedrich Wilhelm Franz Nippold)
- Staat en Kerk. Het stelsel van Mr. C.W. Opzoomer beoordeeld. Leiden 1875
- Beschrijving van den Tweeden Nederlandschen Protestantendag. 1875
- De voorwaarden van het lidmaatschap van de Ned. Herv. Kerk. Mededeelingen uit de Synode van 1876. Haarlem 1876
- In Memoriam, Leiden 3 Juni 1878. Hulde aan de nagedachtenis van H.M. de Koningin der Nederlanden. Leiden 1878
- Wijsbegeerte van den Godsdienst. Leiden 1887; ins deutsche übersetzt von J. R. Hanne unter dem Titel: Religionsphilosophie. Braunschweig 1889, 1894 2. Aufl.